# Filip IV Habsburg
Filip IV (Felipe IV, ur. 8 kwietnia 1605 w Valladolid, zm. 17 września 1665 w Madrycie) – król Hiszpanii i Portugalii jako Filip III (Filipe III). Syn Filipa III i Małgorzaty Habsburg, córki arcyksięcia Karola II Styryjskiego.

## Początek rządów. „Bóg jest Hiszpanem”
Urodził się w 1605 r., podczas pobytu hiszpańskiego dworu królewskiego w Valladolid. Od urodzenia nosił tytuły księcia Asturii (tytuł hiszpańskiego następcy tronu) i księcia Portugalii (tytuł portugalskiego następcy tronu). Korony Hiszpanii i Portugalii odziedziczył po śmierci swojego ojca w 1621 r. Miał wtedy 16 lat.
Na początku swoich rządów przejawiał zainteresowanie sprawami państwa, które jednak z biegiem lat malało. Król - podobnie jak Filip III, również i jego syn - Karol II - znaczną część władzy przekazał w ręce validos (faworytów). Zdolniejszy i rozumniejszy od swojego ojca, Filip był jednak człowiekiem rozpustnym i rozrzutnym. Uwielbiał polowania i jazdę konną. Przetłumaczył również na język hiszpański dzieła Francesco Guicciardiniego poświęcone historii politycznej. Historiografia hiszpańska zalicza go (podobnie jak jego ojca i syna) do tzw. „Habsburgów mniejszych” (menores), w odróżnieniu od jego dziada i pradziada, „Habsburgów większych” (mayores).

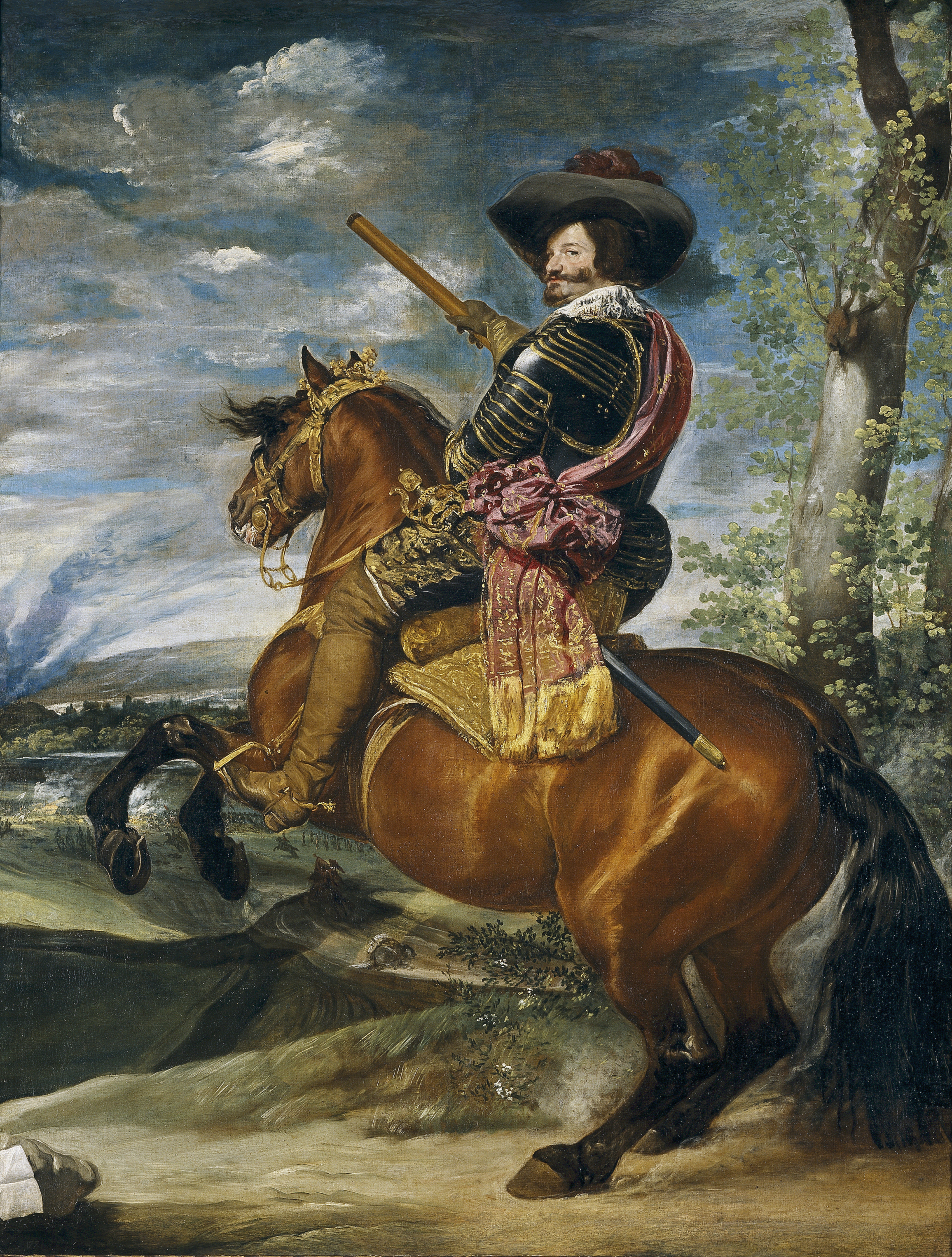
Olivares, wszechwładny valido

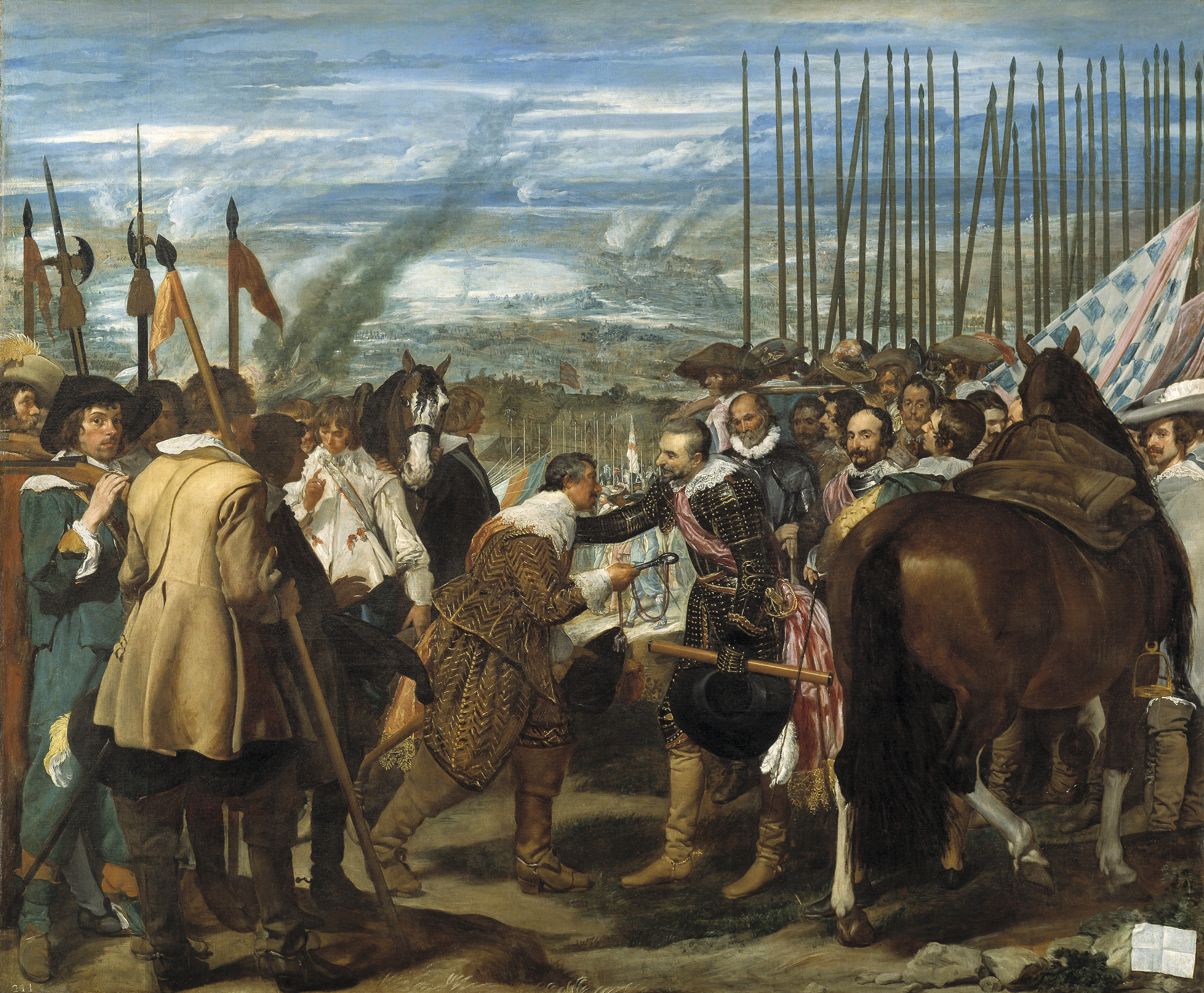
„Bóg jest Hiszpanem”. Spinola odbiera kapitulację Bredy (1625)

Pierwszym valido za panowania Filipa IV został andaluzyjski szlachcic Gaspar de Guzmán, hrabia de Olivares, później książę de Sanlúcar la Mayor (stąd zwany conde-duque, hrabia-książę). Obaj dbali o interes państwa, nie potrafili jednak przeciwstawić się klęskom, niepomyślnym zdarzeniom i skutkom własnych błędnych posunięć, które miały negatywny wpływ na Hiszpanię przez ponad czterdzieści lat panowania króla. Olivares był politykiem dalekowzrocznym, można powiedzieć nawet, że jego wzrok sięgał za daleko, nie dostrzegając doraźnych efektów poczynań valido. Już w 1621 r. Olivares powołał Radę Reformatorską (Junta de Reformatión), która miała za zadanie przeprowadzić niezbędne reformy w Hiszpanii.
Również w 1621 r. dobiegł końca 12-letni rozejm w Niderlandach. Wojna Hiszpanii ze zbuntowaną Republiką Zjednoczonych Prowincji rozgorzała na nowo, jako część wojny trzydziestoletniej. Hiszpanie, dowodzeni przez generała Ambrosio Spinolę, odbili w 1625 r. Bredę. Sukcesy na froncie wywołały optymizm na dworze królewskim. Na poważnie brano możliwość ponownego zjednoczenia Niderlandów pod berłem Arcykatolickich Królów. Olivares wypowiedział wówczas słowa: Bóg jest Hiszpanem i walczy dziś za nasz kraj.

## „Dekadencja Hiszpanii”

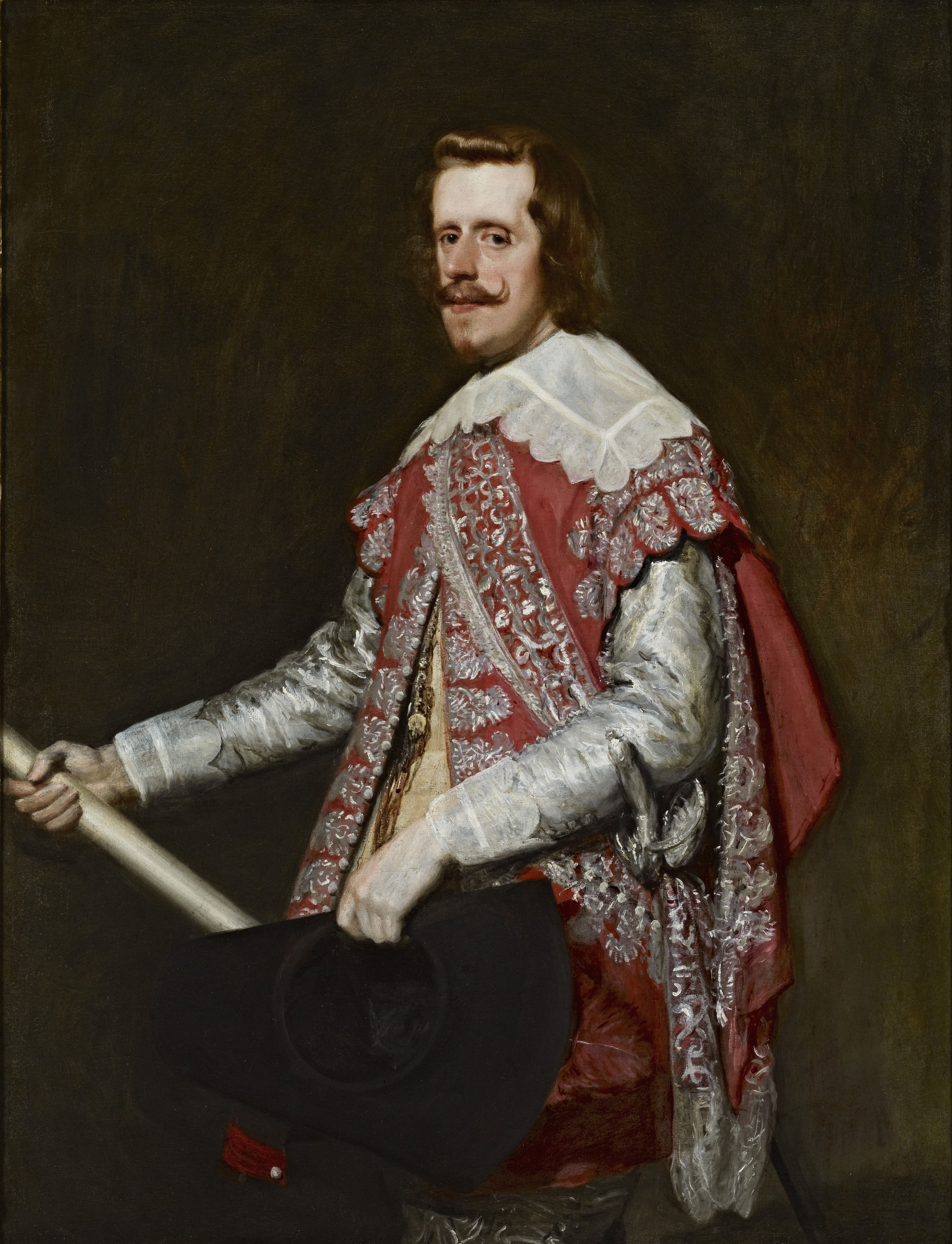
Portret Filipa IV pędzla Velázqueza

W 1624 r. minister przedstawił królowi tajne memorandum, w którym zaleca przyspieszoną unifikację Hiszpanii. Jednym z pomysłów Olivaresa, które miały ową unifikację przyspieszyć było wprowadzenie w całym królestwie jednolitych podatków na 140-tysięczną armię (tzw. „Unia broni”). Napotkano tutaj jednak na opór poszczególnych prowincji. Stany katalońskie odmówiły uchwalenia podatku. Królestwo  stanęło w obliczu kolejnego kryzysu ekonomicznego. Olivares próbował temu przeciwdziałać poprzez zawieszenie emisji miedzianych monet i ogłoszenie niespłacania długów państwowych. Na niewiele to się zdało i w 1627 r. Hiszpania musiała ogłosić bankructwo (kolejne bankructwa ogłaszano w 1647, 1652 i 1662).
Za panowania Filipa pogłębiał się kryzys ekonomiczny Hiszpanii. Już w poprzednich dziesięcioleciach kraj został zalany srebrem i złotem z amerykańskich kolonii co jednak nie przyczyniło się do ekonomicznego rozwoju kraju. Pieniądze płynące z kolonii nie zachęcały do inwestowania w lokalną wytwórczość a jedynie do importu dóbr z innych krajów, co powodowało ucieczkę kruszcu z Hiszpanii. Przyniosło za to ze sobą inflację, stagnację ekonomiczną i liczne kryzysy. Nastąpił upadek handlu i rzemiosła. Zanikła również drobna własność ziemska. Większość ziemi w Hiszpanii znalazła się w rękach bogatych grandów. Nastąpił upadek miast, w efekcie czego nie wykształciła się w Hiszpanii silna burżuazja, która stanowiła motor przemian w Europie. Dominacja szlachty i arystokracji wpędzała kraj w stagnację.
W 1630 r. kraj dotknęła klęska głodu. W Katalonii wybuchła epidemia. Kryzys finansowy nie ustępował, a koszty prowadzenia wojny ciągle rosły – oprócz przeciągającej się kampanii w Niderlandach, Hiszpania uwikłała się w wojnę o sukcesję Mantui. Szukając funduszy Olivares nałożył w Kraju Basków podatek solny. Wywołało to rozruchy w tej prowincji, który przekształcił się w bunt, stłumiony dopiero w 1634 r., kiedy wojska królewskie zdobyły Bilbao. W tym trudnym dla imperium okresie Filip, nazywany również „Królem Planetą” (El Rey Planeta), zajmował się głównie ozdabianiem swego wspaniałego pałacu Buen Retiro oraz wystawianiem tam hucznych i niezwykle bogatych widowisk.

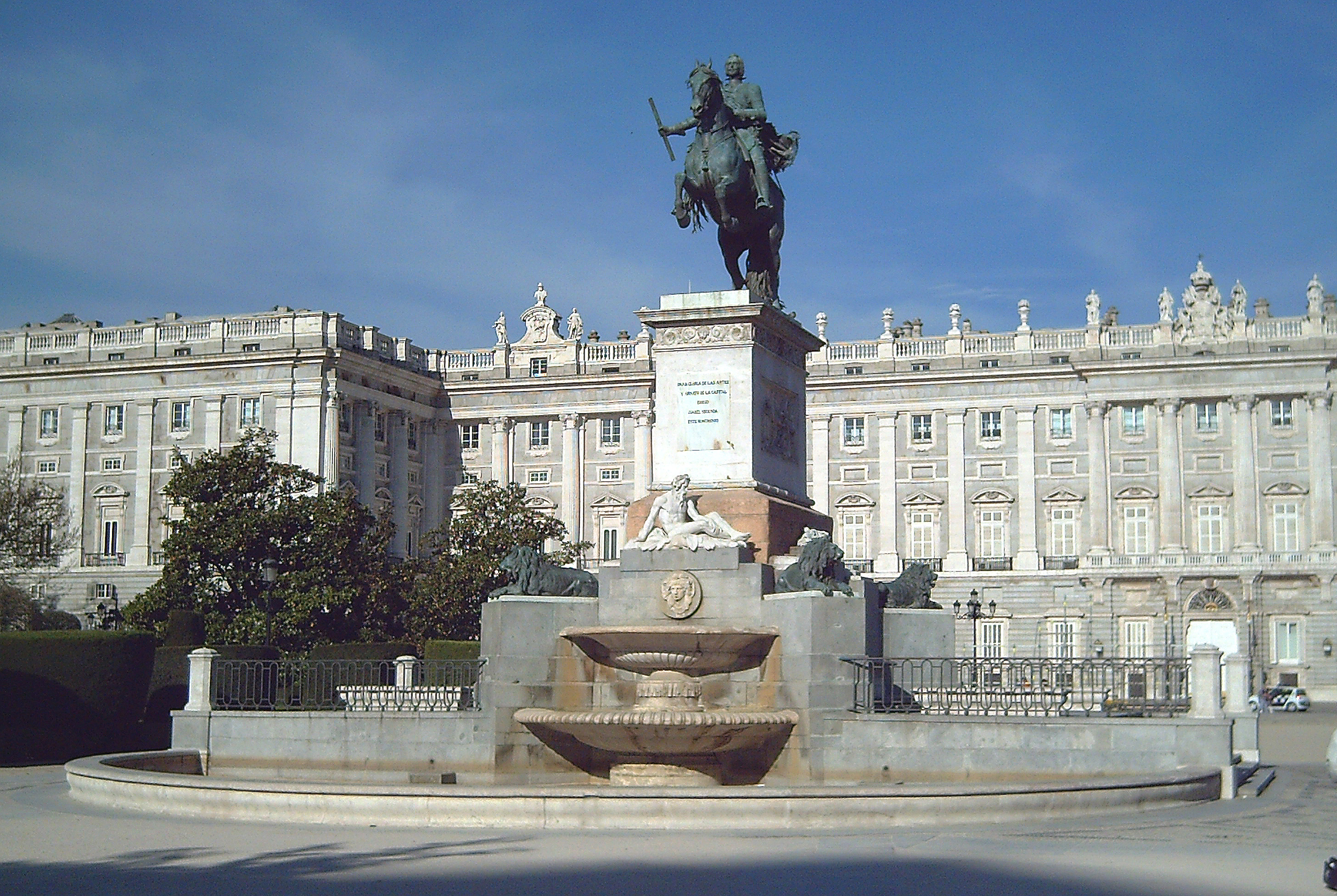
Pomnik Filipa IV na Plaza Oriente przed Pałacem Królewskim w Madrycie

Był to jednak dopiero początek nieszczęść. W 1635 r. do wojny trzydziestoletniej przystąpiła Francja i zaatakowała posiadłości hiszpańskie. Walki w Katalonii początkowo miały pomyślny dla Hiszpanów przebieg. W 1636 r. ofensywa hiszpańska z Niderlandów zdobyła Amiens i Corbie, i zagroziła Paryżowi. To był jednak koniec hiszpańskich sukcesów.  Podjęte przez Filipa IV próby wciągnięcia do wojny Rzeczypospolitej nie powiodły się. Przełomowym dla klęski Hiszpanii był rok 1640, gdy wybuchły bunty w Portugalii, Katalonii i Neapolu, odtąd Hiszpanie przeszli do defensywy. Francuzi odnieśli sukcesy w Lotaryngii, a 19 maja 1643 r. armia hiszpańska poniosła klęskę pod Rocroi. Była to nie tylko klęska militarna, ale również polityczna. Pod Rocroi ustaliła się przewaga militarna Francji, która miała zastąpić Hiszpanię w roli hegemona w zachodniej Europie.
Kolejne niepowodzenia w polityce wewnętrznej i zewnętrznej pociągnęły za sobą upadek Olivaresa, który został zdymisjonowany przez króla w 1643 r. Nowym valido został Luis de Haro. Sam król znalazł się pod przemożnym wpływem franciszkańskiej mistyczki Marii de Agreda, która listownie udzielała porad królowi.
Bunty wewnętrzne okazały się nie mniej groźne od wrogów zewnętrznych. Po wyparciu Francuzów z Katalonii Olivares chciał wprowadzić tam hiszpańskie wojska, ale mieszkańcy odmówili ich utrzymywania. Olivares nie przyjął jednak tego do wiadomości. W 1640 r. wybuchł w Katalonii bunt. Podczas rozruchów w dzień Bożego Ciała zginął wicekról Katalonii. Buntownicy zawarli ugodę z Francją. Król Ludwik XIII Burbon otrzymał tytuł hrabiego Barcelony. Wojna trwała do 1652 r., kiedy to wojska hiszpańskie zdobyły Barcelonę. Francuzi zatrzymali jednak pograniczne Roussillon. Wojna z Francją trwała nadal. Wrogowie odnosili liczne sukcesy w Niderlandach. Dodatkowo do wojny przeciwko Hiszpanii przyłączyła się również Anglia. W 1655 r. Hiszpania utraciła na rzecz Anglii Jamajkę. W takiej sytuacji 5 listopada 1659 r. podpisano pokój pirenejski. Hiszpania oddawała Francji Roussillon i Artois.

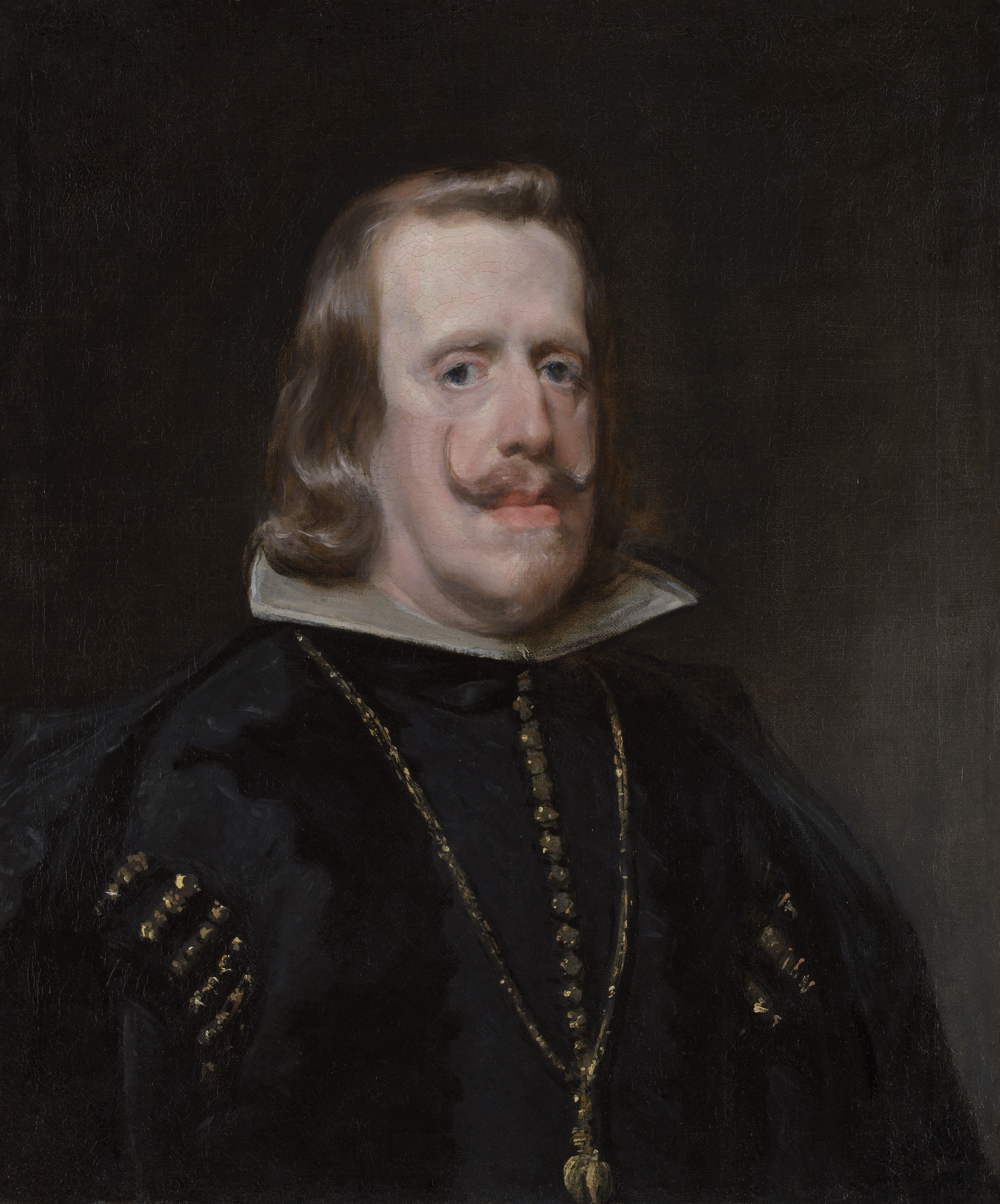
Portret Filipa IV pędzla Velazqueza

Największą klęską za panowania Filipa IV była utrata Portugalii. W 1640 r. w Lizbonie wybuchło powstanie, które obaliło władzę Habsburgów i oddało portugalską koronę księciu de Braganza jako Janowi IV. Rozpoczęło to blisko 30-letnią wojnę w wyniku której Hiszpania musiała w końcu uznać niepodległość Królestwa Portugalii (pokój podpisano 3 lata po śmierci Filipa IV). W latach 1641–1644 doszło do kilku kampanii, w których Portugalczycy skutecznie bronili niezależności swojego kraju. Wkrótce od obu stron zażądano dyplomatycznego rozwiązania konfliktu. Francja naciskała na Hiszpanię o uznanie niepodległości Portugalii. W celu zapobiegnięcia ponownemu podporządkowaniu Habsburgom Portugalia podpisała układy z Anglią, Francją i Szwecją. Hiszpanie wznowili działania wojenne w roku 1657. Szybko wypędzili siły przeciwnika z Olivenzy po czym odparli portugalską ofensywę pod Badajoz. Gdy w roku 1662 siły hiszpańskie pod wodzą Don Juana d’Austria Młodszego pokonały Portugalczyków dowodzonych przez księcia Frédérica-Armand de von Schomberga, losy odrodzonego państwa portugalskiego wydawała się być przesądzona. Losy wojny odwróciły się jednak po zwycięstwach Portugalczyków pod Ameixial (1663), Castelo Rodrigo (1664) i Montes Claros (1665). Po tych zwycięstwach Portugalczycy wkroczyli do Andaluzji. W roku 1668 w wyniku wstawiennictwa króla Anglii obie strony zawarły pokój w Lizbonie (13 lutego 1668). W wyniku układu Hiszpania uznała niepodległość Portugalii, a obie strony wycofały się z zajętych terenów.
W 1647 r. nadmierne obciążenia finansowe wywołały kolejny bunt w Neapolu. Na jego czele stanął prosty rybak Tommaso Aniello, znany jako Masaniello. Masaniello doszedł rychło do porozumienia z wicekrólem Don Rodrigiem Ponce de Leon, ale 10 dni później został zamordowany na jego rozkaz. Wówczas, korzystając z francuskiej pomocy, Neapolitańczycy obalili rządy hiszpańskie i wprowadzili republikę.
Rok później Hiszpanie odzyskali jednak kontrolę nad miastem.

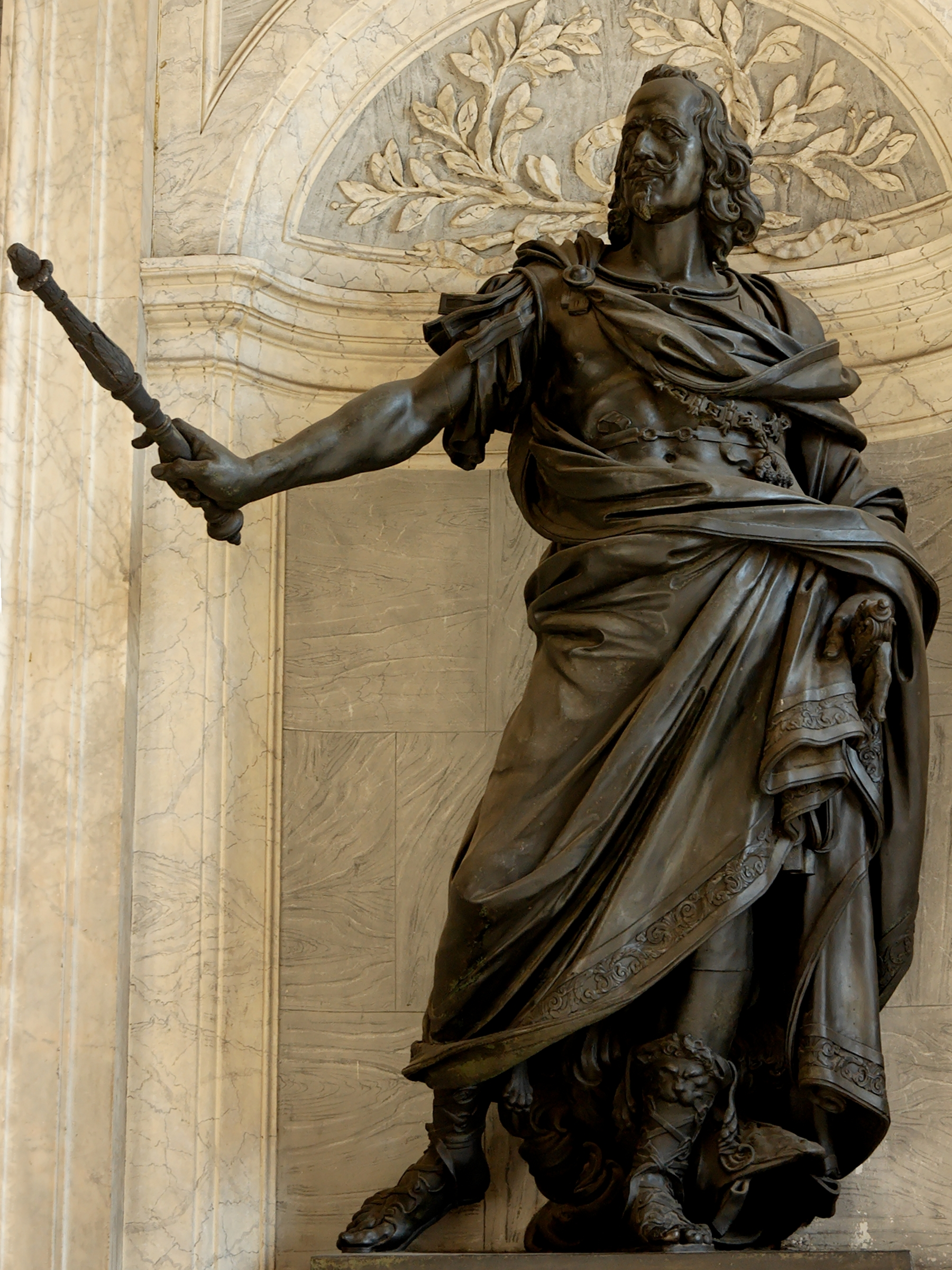
Posąg Filipa w bazylice Santa Maria Maggiore

W 1648 r. w pokoju westfalskim Hiszpania uznała ostatecznie niepodległość Republiki Zjednoczonych Prowincji i zakończyła tzw. wojnę osiemdziesięcioletnią.
Filip był wybitnym mecenasem kultury. Na jego dworze tworzyli malarz Diego Velazquez i pisarze (Lope de Vega, czy Pedro Calderón de la Barca). Przyczynił się również do wybudowania pałacu Buen Retiro, zaś do dekoracji jego Salonu Królestw zatrudnił najlepszych hiszpańskich artystów.
Filip IV zmarł w 1665 r. i został pochowany w Eskurialu. Jego następcą został jedyny pozostały przy życiu syn, Karol II, którego liczne choroby wywołane wadami genetycznymi związanymi ze zbyt bliskim pokrewieństwem, zwiastowały zmierzch władzy habsburskiej w Hiszpanii.

## Życie prywatne
18 października 1615 r. w Burgos ożenił się z Elżbietą Burbon (22 listopada 1602 – 6 października 1644), córką króla Francji Henryka IV Burbona i Marii Medycejskiej, córki Franciszka I Medyceusza, wielkiego księcia Toskanii. Filip i Elżbieta mieli razem dwóch synów i sześć córek:
- Maria Małgorzata (14–15 sierpnia 1621),
- Małgorzata Maria Katarzyna (25 listopada – 22 grudnia 1623),
- Maria Eugenia (21 listopada 1625 – 21 lipca 1627),
- Elżbieta Maria Teresa (31 października – 1 listopada 1627),
- Baltazar Karol (17 października 1629 – 9 marca 1646), książę Asturii,
- Franciszek Ferdynand (ur. i zm. 12 marca 1634),
- Maria Anna Antonia (17 stycznia – 5 grudnia 1636),
- Maria Teresa (10 września 1638 – 30 lipca 1683) – żonę Ludwika XIV Burbona, króla Francji.

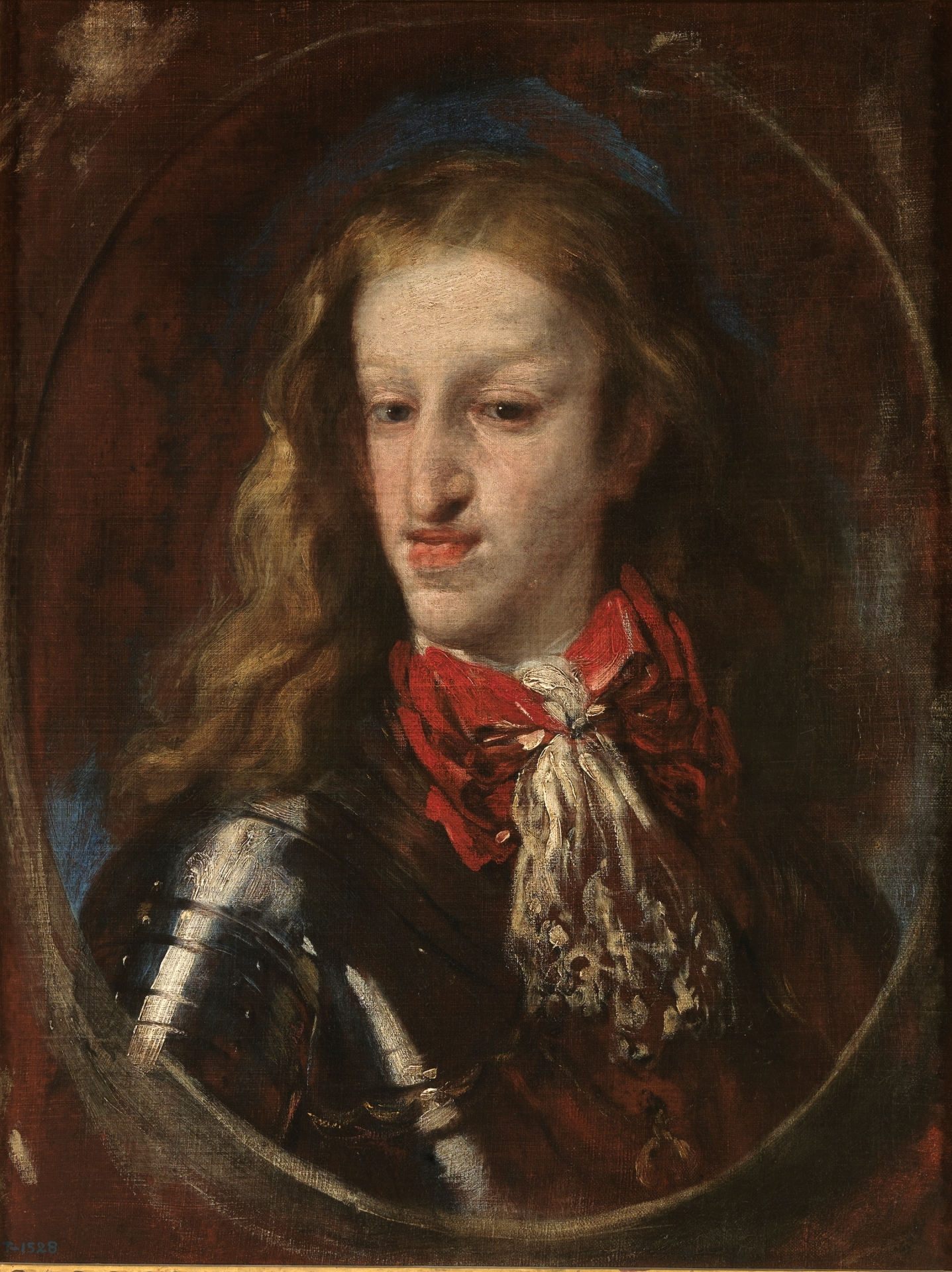
Karol II – spadkobierca i jedyny syn, który przeżył Filipa. Chory na ciele i umyśle, był prawdopodobnie ofiarą praktykowanego od pokoleń wśród hiszpańskich Habsburgów kazirodztwa – m.in. jego ojciec był jednocześnie wujem swojej drugiej żony, matki Karola.

Drugą małżonką Filipa była jego siostrzenica, Marianna Habsburg (lub Maria Anna, 23 grudnia 1634 – 16 maja 1696), córka cesarza Ferdynanda III Habsburga i Marii Anny, córki króla Hiszpanii Filipa III. Związek został zawarty 8 listopada 1649 r. w Madrycie i jest dzisiaj oceniany jako reakcja na śmierć jedynego syna i następcy tronu – Baltazara Karola (zmarł on krótko po umowie z cesarzem Ferdynandem, w której ustanowiono jego małżeństwo z Marianną). W tym czasie 42-letni Filip postanowił sam obrać narzeczoną zmarłego syna jako przyszłą żonę. Marianna przybyła do Madrytu jesienią 1649, w wieku 15 lat. Filip i Marianna mieli razem trzech synów i dwie córki:
- Małgorzata Teresa (12 lipca 1651 – 12 marca 1673), żona cesarza Leopolda I Habsburga,
- Maria Ambrozja (7–21 grudnia 1655),
- Filip Prospero (28 grudnia 1657 – 1 listopada 1661),
- Tomasz Karol (23 grudnia 1658 – 22 października 1659),
- Karol II (6 listopada 1661 – 1 listopada 1700), król Hiszpanii. Następca króla Filipa IV od początku był chorym i słabym dzieckiem. Na nim pokazał się rezultat wielokrotnych małżeństw w gronie rodzin królewskich. W normalnych warunkach każdy człowiek ma w piątej generacji 32 różnych przodków, Karol II miał tylko dziesięciu (siedmiu jego pradziadków było bezpośrednimi potomkami Joanny Szalonej).

Mimo że Filip spłodził zdrowe potomstwo ze swymi metresami, jego żona poroniła kilkakrotnie lub narodzone noworodki zmarły krótko po porodzie.
Filip IV miał również kilkoro nieślubnych dzieci:
- Ferdynand Franciszek (1626 – 12 marca 1634), pochowany w Eskurialu,
- Juan José de Austria (7 kwietnia 1629 – 17 września 1679), ze związku z aktorką Maríą Calderón,
- Karol,
- Fernando Valdes (zm. 1702), gubernator Novary,
- Juan Cossio, augustianin,
- Alonso Enriquez de San Thoma (zm. 30 lipca 1692), biskup Osmy i Malagi,
- Anna Margerida.